# Erasmus Habermehl

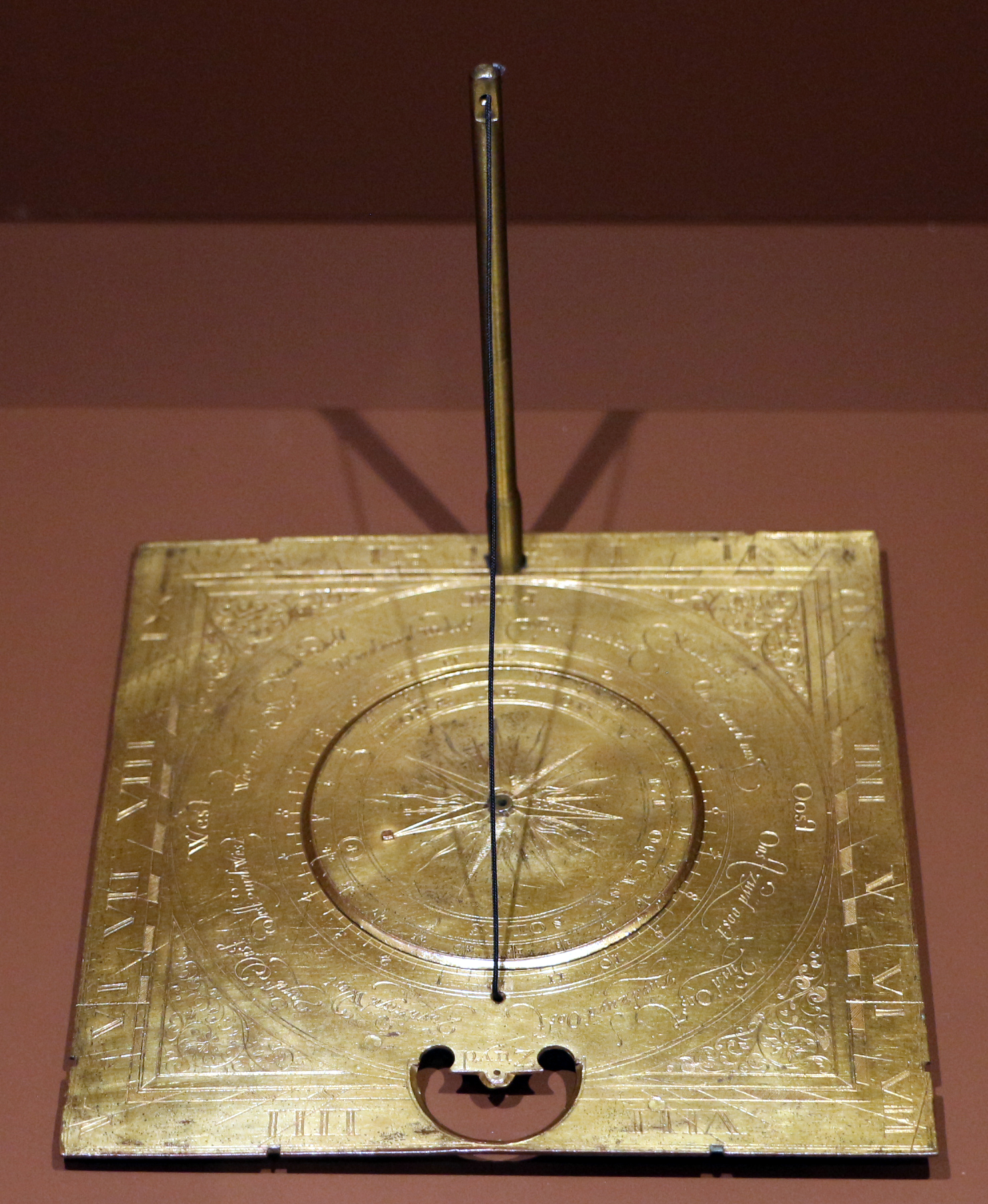
Meridiane, 1580 ca.

Erasmus Habermehl, auch Erasmus Habermel (* um 1538; † 15. November 1606 in Prag) war ein bedeutender Uhrmacher und Verfertiger von astronomischen und geodätischen Instrumenten des 16. Jahrhunderts, der zuletzt als Hofinstrumentenmacher am Hofe Kaiser Rudolfs II. in Prag wirkte.

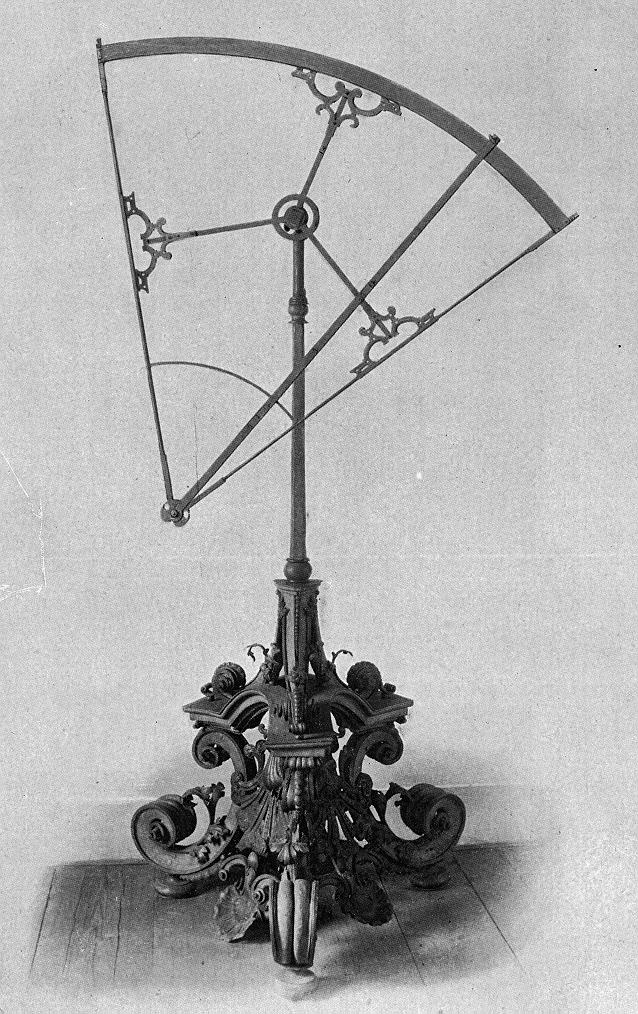
Habermehls Sextant in NTM (Prag)

Er stammte vermutlich aus dem süddeutschen Raum und dürfte über Nürnberg, das damalige Zentrum der Uhrmacherkunst, nach Prag gelangt sein. Eine Messingbüchse, die mit „Erasmus Habermel Pragae 1576“ signiert ist, gilt als frühestes bekanntes Werkstück. 1593 oder 1594 heiratete er dort eine Susanna Solis. Im gleichen Jahr wurde er zum „Kay: Mt: Astronomischer und Geometrischer Instrumentmacher“ ernannt. Er erhielt Aufträge von Tycho Brahe und von Francesco Padua di Forli, dem Leibarzt (und zugleich Alchimisten) des Kaisers.
Seine Instrumente sind neben ihrer überragenden handwerklichen Präzision zugleich künstlerisch, im Stil der Renaissance gestaltete Objekte höchsten Ranges. František Martin Pelcl berichtete 1782 in den Abbildungen böhmischer und mährischer Gelehrten und Künstler nebst kurzen Nachrichten von ihrem Leben und Wirken von Instrumenten am kaiserlichen Hof in Prag: „Von Habermel, einem böhmischen Mechanicus, sind hier noch vorhanden 1) der Sextants des Tycho Brahe. 2) Einige Sonnenuhren. 3) Einige Astrolabien, wo man die damalige Abweichung der Magnetnadel für das 1558 Jahr an vier Stücken ganz genau 10° gegen Osten abnimmt […]“ (141 und 142).